# Pietro Francisci
Pietro Francisci (Roma, 9 de setembro de 1906 — Roma, 1 de março de 1977) foi um diretor e roteirista italiano. 
Formado em Direito, dedicou-se ao cinema, tendo realizado uma série de documentários e curta metragens entre 1935 e 1945. Em 1938, realizou um curta metragem a cores La montagna di fuoco, sobre o Vesúvio. Mas sua carreira só reiniciou-se depois da segunda guerra. Morreu em Roma, no ano de 1977.

## Filmografia como diretor
- 1934 – Rapsodia in Roma
- 1934 – La mia vita sei tu
- 1941 – Edizione straordinaria
- 1945 – Il cinema delle meraviglie (Episódio: Ritmi Nuovi) (Episódio: Sui pattini a rotelle)
- 1946 – Io t'ho incontrata a Napoli
- 1947 – Natale al campo 119
- 1949 – Antonio di Padova
- 1950 – Il leone di Amalfi
- 1952 – La regina di Saba
- 1952 – Le meravigliose avventure di Guerrin Meschino
- 1954 – Attila (Átila, o rei dos hunos)
- 1956 – Orlando e i Paladini di Francia
- 1958 – Le fatiche di Ercole (As façanhas de Hércules)
- 1959 – Ercole e la regina di Lidia (Hércules e a rainha da Lidia)
- 1960 – L'assedio di Siracusa (O cerco de Siracusa)
- 1960 – Saffo, venere di Lesbo (Saffo, a Venus de Lesbos)
- 1963 – Ercole sfida Sansone  (Hércules, Sansão e Ulisses)
- 1966 – 2+5: Missione Hydra
- 1973 – Simbad e il califfo di Bagdad